# 圣默努
圣默努（法語：Sainte-Menehould，法語發音：[sɛ̃t mənu]或[sɛ̃t meneuld]），法国东北部城市，大东部大区马恩省的一个市镇，隶属于香槟沙隆区，其市镇面积为57.11平方公里，2022年1月1日时人口数量为4,166人，在法国城市中排名第2,697位（2022年）。
圣默努位于马恩省东部，埃纳河畔，香槟沙隆和凡尔登两地的中点处，其东侧与默兹省接壤，是一个区域性的中心城市，A4高速公路和多条省道在此交汇，被认为是阿戈讷地区的首府。在1801至2017年3月间，圣默努为马恩省的一个副省会，下辖圣默努区。

## 地名

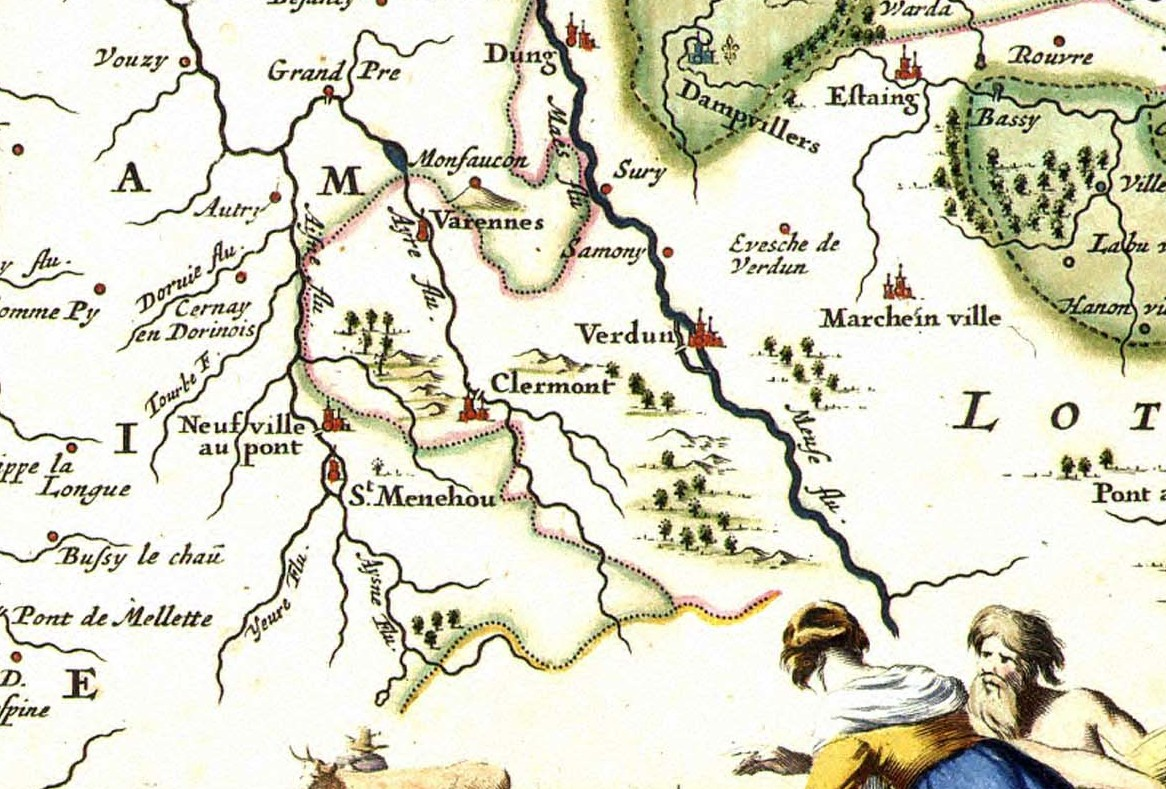
17世纪末的阿戈讷地区地图（圣默努被标记为“St.Menehou”）

### 拼写
圣默努对应的法语拼写有三种常见的不同形式：法国国家统计与经济研究所、法国地理科学研究院、谷歌地图等将当地写作为“Sainte-Menehould”；当地政府网站、多媒体中心等官方机构以及A4高速公路的道路指示牌则将圣默努拼写为“Sainte-Ménehould”；在香槟-阿登大区旅游局、马恩省档案馆的一份资料以及当地公共医院的网站中，圣默努又被拼写为“Sainte-Ménéhould”。

### 读音
因拼写形式及发音习惯的不同，圣默努有“[sɛ̃t mənu]”和“[sɛ̃t meneuld]”两种不同的读音，当地一些居民亦将其简称为“[mənu]”。根据当地博物馆策展人米卡埃尔·舒勒（Michael Schuler）的观点，这三种读音均不存在错误。

### 汉语译名
受到当地拼写和发音多样性的影响，加之翻译标准不同，“Sainte-Menehould”在《世界地名翻译大辞典》、《世界地名译名词典》、《法国地图册》以及中文谷歌地图等汉语资料中被译为圣默努尔德。

## 历史

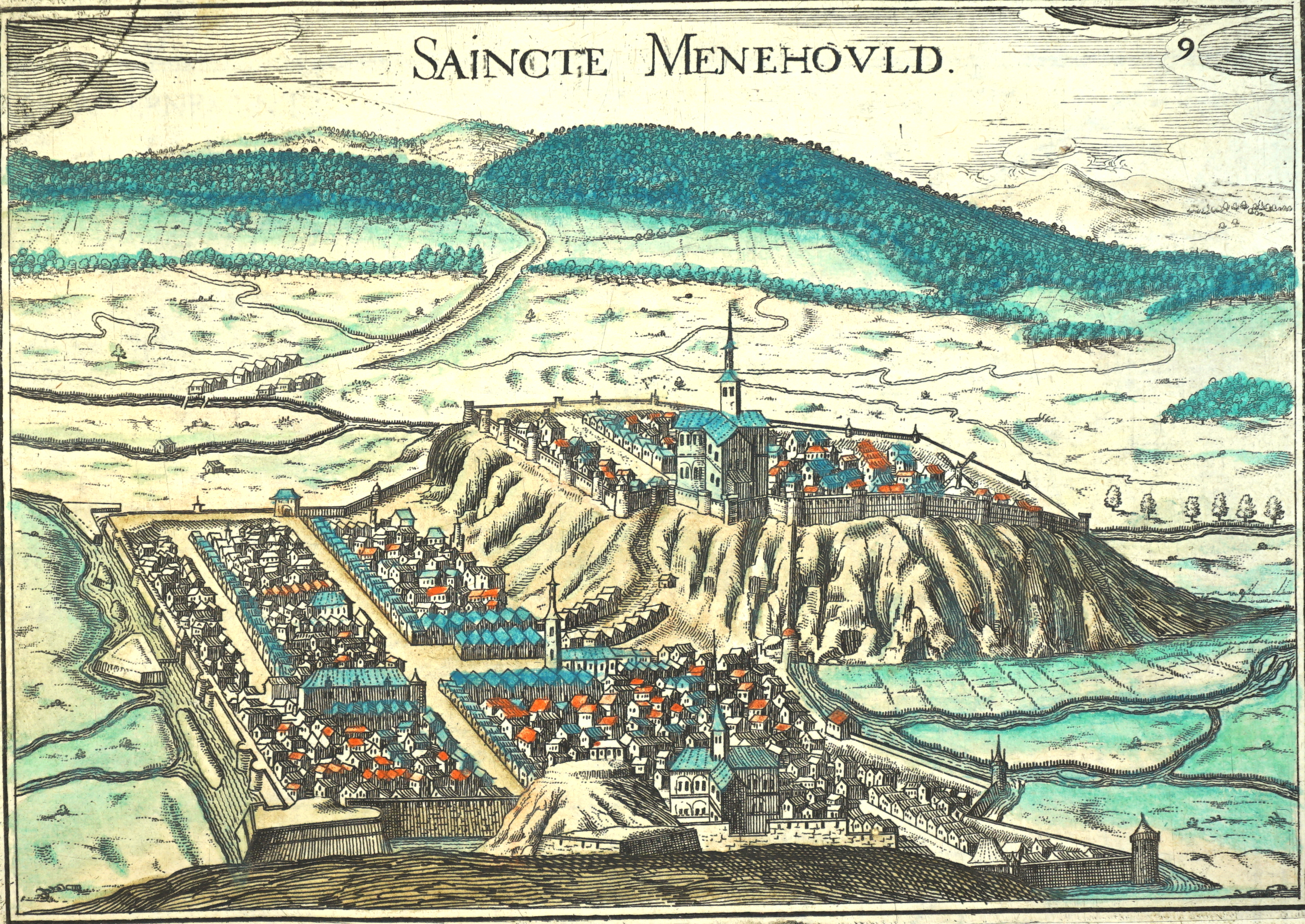
1634年的圣默努（绘画）

圣默努的早期历史尚不清楚。中世纪初，圣默努所在的阿戈讷地区为纽斯特利亚的边境区域，为抵抗外敌，埃纳河畔出现了一处军事城塞。中世纪中期，圣默努成为连接兰斯和梅斯道路上的一处集镇，当地的修道院及教堂分别于公元12世纪和13世纪建成。英法百年战争期间，英格兰和勃艮第叛军曾在战争后期占领圣默努。1546年，弗朗索瓦一世曾到访圣默努。投石党乱期间，沃邦于1647年和1653年分别以投石党和国王军的身份参与攻占圣默努。1719年，圣默努在一场火灾中被烧毁，其重建工程自1726年起启动。法国大革命后，圣默努成为马恩省的一个市镇。1792年9月20日，普鲁士元帅卡尔·威廉·斐迪南率领军队在圣默努西侧的瓦尔密发动战役，最终被法国共和军打败，备受鼓舞的国民公会在第二天宣布终止法国帝制，成为法国民主历史上的重要转折点。1794年，拉格朗日欧布瓦（La Grange aux Bois）整体并入圣默努的市镇范围。自1801年起，圣默努成为马恩省的一个副省会。途径圣默努的圣伊莱尔欧唐普勒－阿贡当日铁路于1867年建成。第一次世界大战期间，法国元帅莫里斯·萨拉伊率领的陆军第3集团军驻扎圣默努，其附近的阿戈讷及马恩河流域成为重要的战场。二战后，圣默努市区东部出现了集中式居民区。黄金三十年后，圣默努及其附近区域人口数量有所下降，连接圣默努的铁路线于2013年12月关闭。2017年3月，圣默努副省政府被撤销，原圣默努区整体并入香槟沙隆区。

## 地理

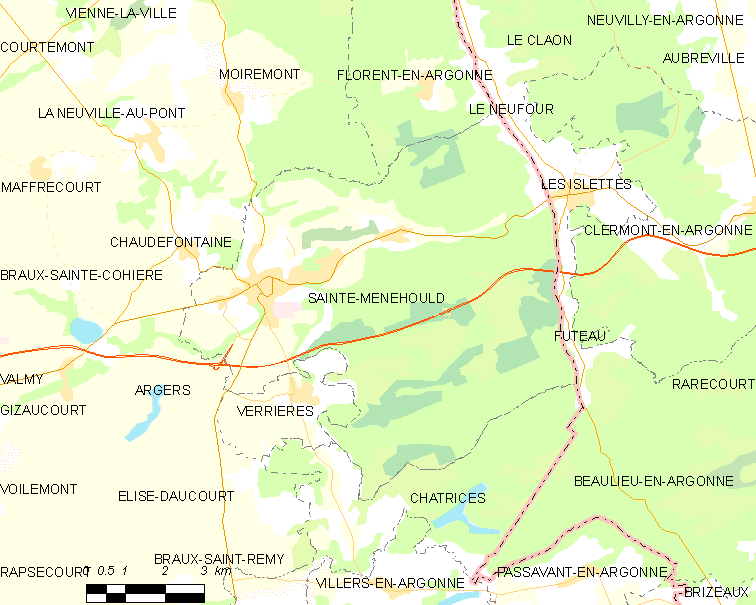
圣默努市镇范围地图

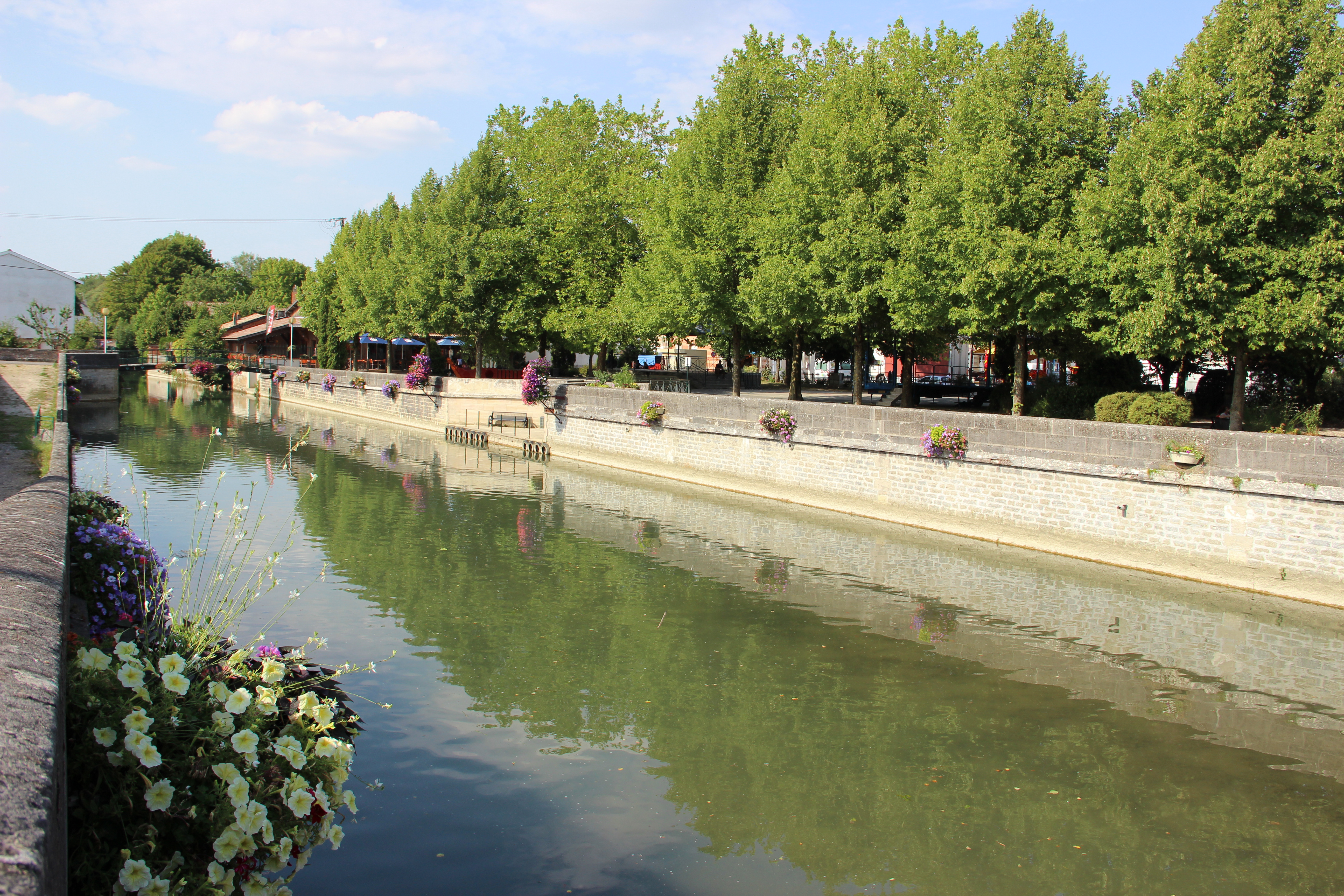
埃纳河圣默努段

圣默努位于法国东北部，大东部大区西部和马恩省东部，距离省会香槟沙隆大约43公里。与圣默努接壤的市镇包括：阿尔热、沙特里斯、绍德枫丹、
阿戈讷地区弗洛朗、菲托、莱西莱特、勒讷富尔和韦里耶尔。

### 地形
圣默努位于巴黎盆地东部边缘，阿戈讷丘陵西侧，境内以浅丘和丘陵为主，市镇中心位于埃纳河右岸一处山丘四周，市区东部的绿景街区（Les Verts Voyes）亦位于一处浅丘上方，其余区域地形平坦。全境海拔在132到261米之间。

### 水文
圣默努位于塞纳河流域，埃纳河干流自南向北流经圣默努市区，其左岸支流欧沃河在此与其交汇。

### 植被
圣默努属于温带阔叶混交林区，林地多分布于河流附近及坡地地区，市区内的主要绿地公园包括医院花园旧址公园（Parc du Jardin de l'ancien Hôpital）、多姆·佩里尼翁花园（Jardin de Dom Pérignon）等，均常年免费向公众开放。
在鲜花城市的评比中，圣默努被评为3星级鲜花城市。

### 自然灾害
圣默努的地震危险度等级为1级，属于极低危险；氡辐射等级为1级，属于低危险。1982至2025年1月间，圣默努境内共发生8次有记录的自然灾害，其中6次洪涝，1次干旱。

### 气候
圣默努在柯本气候分类法中属于温带海洋性气候，因其距离海岸线相对较远，故当地气候又有一定的大陆性特征。
距离圣默努最近的常年气象站位于法尼耶尔境内，以下为该气象站的数据：
| 法尼耶尔1981年－2019年 | 法尼耶尔1981年－2019年 | 法尼耶尔1981年－2019年 | 法尼耶尔1981年－2019年 | 法尼耶尔1981年－2019年 | 法尼耶尔1981年－2019年 | 法尼耶尔1981年－2019年 | 法尼耶尔1981年－2019年 | 法尼耶尔1981年－2019年 | 法尼耶尔1981年－2019年 | 法尼耶尔1981年－2019年 | 法尼耶尔1981年－2019年 | 法尼耶尔1981年－2019年 | 法尼耶尔1981年－2019年 |
| 月份                   | 1月                    | 2月                    | 3月                    | 4月                    | 5月                    | 6月                    | 7月                    | 8月                    | 9月                    | 10月                   | 11月                   | 12月                   | 全年                   |
| ---------------------- | ---------------------- | ---------------------- | ---------------------- | ---------------------- | ---------------------- | ---------------------- | ---------------------- | ---------------------- | ---------------------- | ---------------------- | ---------------------- | ---------------------- | ---------------------- |
| 历史最高温 °C（°F）    | 15.9 (60.6)            | 17.7 (63.9)            | 24.4 (75.9)            | 28.7 (83.7)            | 32.3 (90.1)            | 36.7 (98.1)            | 37.6 (99.7)            | 41.1 (106.0)           | 33 (91)                | 28.2 (82.8)            | 21.8 (71.2)            | 16.8 (62.2)            | 41.1 (106.0)           |
| 平均高温 °C（°F）      | 5.7 (42.3)             | 7.2 (45.0)             | 11.5 (52.7)            | 15.1 (59.2)            | 19.2 (66.6)            | 22.4 (72.3)            | 25.5 (77.9)            | 25 (77)                | 20.7 (69.3)            | 15.7 (60.3)            | 9.7 (49.5)             | 6.2 (43.2)             | 15.3 (59.5)            |
| 日均气温 °C（°F）      | 2.9 (37.2)             | 3.7 (38.7)             | 7 (45)                 | 9.7 (49.5)             | 13.7 (56.7)            | 16.6 (61.9)            | 19.1 (66.4)            | 18.8 (65.8)            | 15.3 (59.5)            | 11.5 (52.7)            | 6.5 (43.7)             | 3.6 (38.5)             | 10.7 (51.3)            |
| 平均低温 °C（°F）      | 0.1 (32.2)             | 0.1 (32.2)             | 2.5 (36.5)             | 4.3 (39.7)             | 8.3 (46.9)             | 10.8 (51.4)            | 12.8 (55.0)            | 12.6 (54.7)            | 9.9 (49.8)             | 7.2 (45.0)             | 3.4 (38.1)             | 1.1 (34.0)             | 6.1 (43.0)             |
| 历史最低温 °C（°F）    | −21 (−6)               | −14.6 (5.7)            | −12.4 (9.7)            | −5.2 (22.6)            | −0.7 (30.7)            | 0.3 (32.5)             | 4 (39)                 | 3.6 (38.5)             | 0.8 (33.4)             | −4 (25)                | −13 (9)                | −18 (0)                | −21 (−6)               |
| 平均降水量 mm（）      | 49.8 (1.96)            | 43.5 (1.71)            | 50.2 (1.98)            | 48 (1.9)               | 56.2 (2.21)            | 61.1 (2.41)            | 56.5 (2.22)            | 55.6 (2.19)            | 52.6 (2.07)            | 61.1 (2.41)            | 52.5 (2.07)            | 62.2 (2.45)            | 649.3 (25.56)          |
| 月均日照時數           | 60                     | 98.4                   | 132                    | 132                    | 144                    | 141.6                  | 206.4                  | 204                    | 194.4                  | 148.8                  | 91.2                   | 72                     | 1,624.8                |
| 来源：infoclimat.fr    |                        |                        |                        |                        |                        |                        |                        |                        |                        |                        |                        |                        |                        |

## 行政区划
圣默努的市镇编号为51507，邮政编号为51800。
圣默努隶属于法国大东部大区马恩省香槟沙隆区；在地方选举方面，圣默努是阿戈讷-叙普-韦勒县的中央投票站所在地，其市镇范围全境被划入马恩省第四选区；在社会管理方面，圣默努是香槟阿戈讷市镇公共社区的办公驻地。
截至2025年2月，圣默努市镇范围内暂无任何安全优先街区以及城市政策优先街区。
法国国家统计与经济研究所（简称）在进行数据统计时，将圣默努单独设为圣默努城市核心区，并将包括核心区在内的周边共8个市镇划为圣默努城市区。自2020年起，圣默努城市区被包含50个市镇的圣默努城市辐射区代替。此外，还将圣默努市镇分为了2个“块区”（IRIS），以便于统计人口分布情况。

## 交通

### 公路
A4高速公路从圣默努市区南部经过，设有29号出入口连接市区，此外多条马恩省省道在圣默努境内交汇。大东部大区下属的城际客运提供巴士线路，可前往香槟沙隆、凡尔登、叙普、瓦尔密等地。
| 29 巴黎 斯特拉斯堡 | 2.6 |

| 香槟沙隆 | 42 |

| 兰斯 | 72 |

| 叙普 | 31 |

| 凡尔登 | 43 |

| 巴勒迪克 | 48 |

| 阿戈讷地区克莱蒙 | 15 |

| 维特里勒弗朗索瓦 | 54 |

| 武济耶 | 40 |

| 阿戈讷地区日夫里 | 17 |

2021年，67.6%的圣默努家庭拥有至少一辆私人汽车。2023年，圣默努境内共发生各类交通事故4起，造成4人受伤，其中2人重伤。

### 铁路

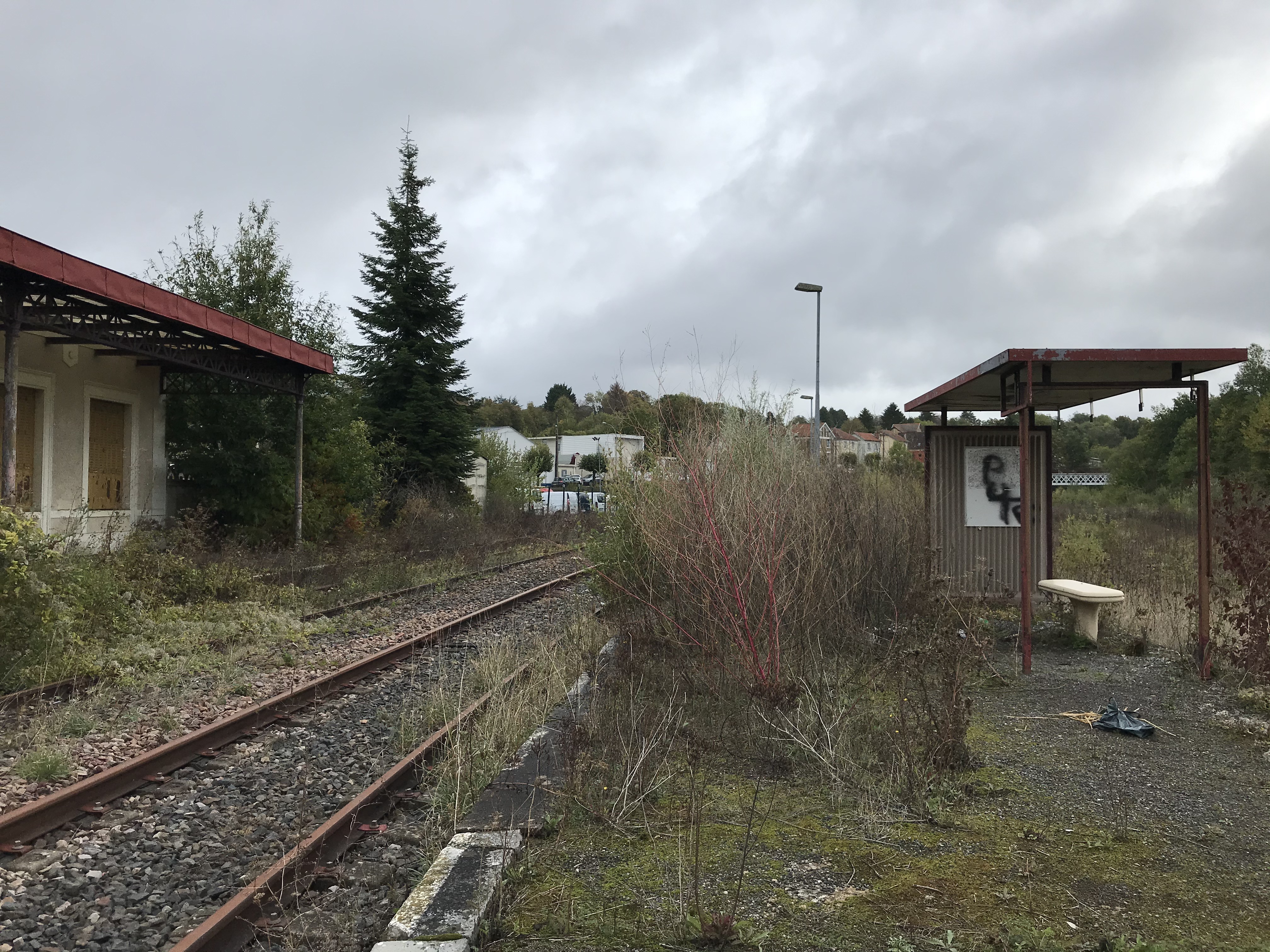
圣默努火车站的站台（2020年10月）

圣默努位于圣伊莱尔欧唐普勒－阿贡当日铁路和阿马涅-吕基－勒维尼铁路的交汇处，这两条铁路在圣默努附近的路段均已废弃，原圣默努火车站的站房已另作他用。
距离圣默努最近的运营中的客运铁路车站为36公里外的勒维尼站，该站停靠往返于南锡和埃佩尔奈一线的区域列车。

### 航空
距离圣默努最近的民用航空站为沙隆-瓦特里机场，距离圣默努市中心的公路里程约66公里。

### 城市公共交通
截至2025年2月，圣默努暂无城市公共交通系统。

## 政治

### 市政内阁

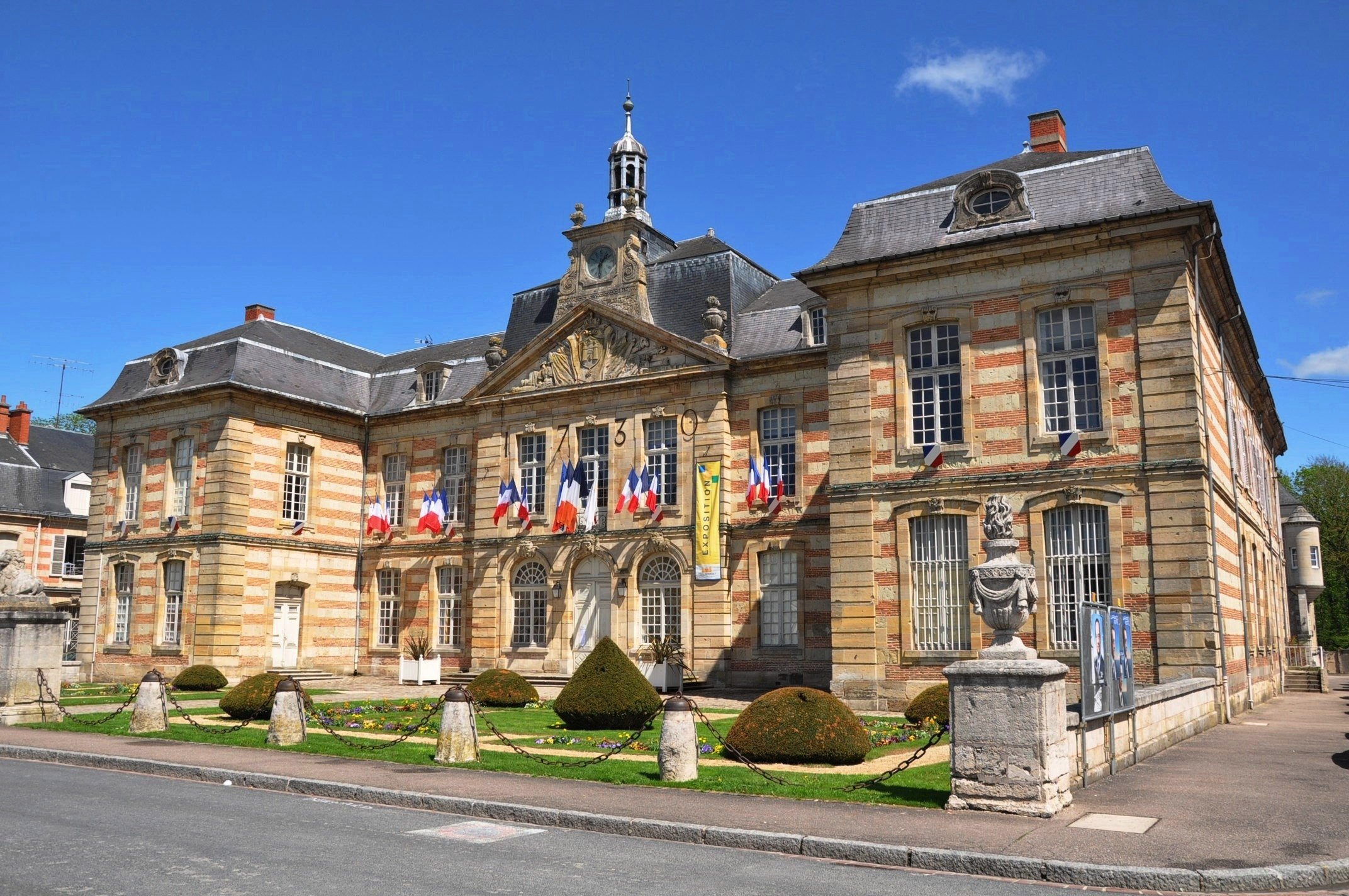
圣默努市政厅

圣默努的现任市长为贝特朗·库罗先生（Bertrand COUROT），他是共和国前进！的一名成员，在2020年的市政选举中获得了100%的支持率（无其他候选人）。
| 圣默努历届市长 | 圣默努历届市长                                   | 圣默努历届市长                                                        |
| 任期           | 市长                                             | 党派                                                                  |
| -------------- | ------------------------------------------------ | --------------------------------------------------------------------- |
| 1945年－1959年 | Alix BUACHE 亚历克斯·比阿什                      | RAD激进党                                                             |
| 1959年－1976年 | Robert LANCELOT 罗贝尔·朗瑟洛                    | DVD右翼无党派人士                                                     |
| 1976年－1977年 | Jean-Louis PIERRE DIT MÉRY 让-路易·皮埃尔·迪梅里 | 不详                                                                  |
| 1977年－2001年 | Robert GAUTIER 罗贝尔·戈捷                       | PS社会党                                                              |
| 2001年－       | Bertrand COUROT 贝特朗·库罗                      | RPR保衛共和聯盟 →UMP人民运动联盟 →UDI民主人士和独立人士联盟 →LREM复兴 |

### 各级选举
| 圣默努历届投票选举结果 | 圣默努历届投票选举结果 | 圣默努历届投票选举结果 | 圣默努历届投票选举结果 | 圣默努历届投票选举结果  | 圣默努历届投票选举结果 | 圣默努历届投票选举结果 | 圣默努历届投票选举结果  | 圣默努历届投票选举结果 | 圣默努历届投票选举结果 |
| 选举项目               | 选举范围               | 选区单位               | 选举结果               | 选举结果                | 选举结果               | 选举结果               | 选举结果                | 选举结果               | 参考资料               |
| 选举项目               | 选举范围               | 选区单位               | 第一轮胜出者           | 第一轮胜出者            | 支持率                 | 第二轮胜出者           | 第二轮胜出者            | 支持率                 | 参考资料               |
| ---------------------- | ---------------------- | ---------------------- | ---------------------- | ----------------------- | ---------------------- | ---------------------- | ----------------------- | ---------------------- | ---------------------- |
| 2017年法國總統選舉     | 法國                   | 市镇                   |                        | 玛丽娜·勒庞             | 28.83%                 |                        | 埃马纽埃尔·马克龙       | 56.87%                 | [ 38 ]                 |
| 2017年法国立法选举     | 马恩省第四选区         | 市镇                   |                        | 贝特朗·库罗             | 41.6%                  |                        | 莉斯·马尼耶             | 61.26%                 | [ 39 ]                 |
| 2019年欧洲议会选举     | 法國                   | 市镇                   |                        | 若尔丹·巴尔代拉         | 32.68%                 | （不适用）             | （不适用）              | （不适用）             | [ 40 ]                 |
| 2021年法国省级选举     | 马恩省                 | 县                     |                        | 蒂埃里·比西 瓦莱丽·莫朗 | 70.4%                  |                        | 蒂埃里·比西 瓦莱丽·莫朗 | 71.37%                 | [ 41 ] [ 42 ]          |
| 2021年法国省级选举     | 马恩省                 | 市镇                   |                        | 蒂埃里·比西 瓦莱丽·莫朗 | 69.25%                 |                        | 蒂埃里·比西 瓦莱丽·莫朗 | 69.13%                 | [ 41 ] [ 42 ]          |
| 2021年法国大区选举     | 大東部大區             | 市镇                   |                        | 让·罗特纳               | 30.33%                 |                        | 让·罗特纳               | 40.19%                 | [ 43 ]                 |
| 2022年法國總統選舉     | 法國                   | 市镇                   |                        | 玛丽娜·勒庞             | 33.55%                 |                        | 玛丽娜·勒庞             | 50.76%                 | [ 44 ]                 |
| 2022年法国立法选举     | 马恩省第四选区         | 市镇                   |                        | 莉斯·马尼耶             | 37.99%                 |                        | 莉斯·马尼耶             | 58.04%                 | [ 45 ]                 |
| 2024年欧洲议会选举     | 法國                   | 市镇                   |                        | 若尔丹·巴尔代拉         | 45.25%                 | （不适用）             | （不适用）              | （不适用）             | [ 36 ]                 |
| 2024年法国立法选举     | 马恩省第四选区         | 市镇                   |                        | 阿希尔·比西奥           | 45.49%                 |                        | 阿希尔·比西奥           | 52.04%                 | [ 46 ]                 |

## 人口
2022年，圣默努市镇人口数量为4,166，在法国排名第2,697位。其中男性1,972人，女性2,194人，75岁及以上人口占14.1%，外籍人口数量为118人，人口密度为73人/平方公里，当地居民被称为（男性）或（女性）。2015至2021年间，圣默努的人口增长率为0.0%。2022年，圣默努境内出生25人，死亡人口98人。
| 圣默努1901年－2020年人口变化情况 |
|                                  |
| 数据来源：Cassini、INSEE         |

## 经济

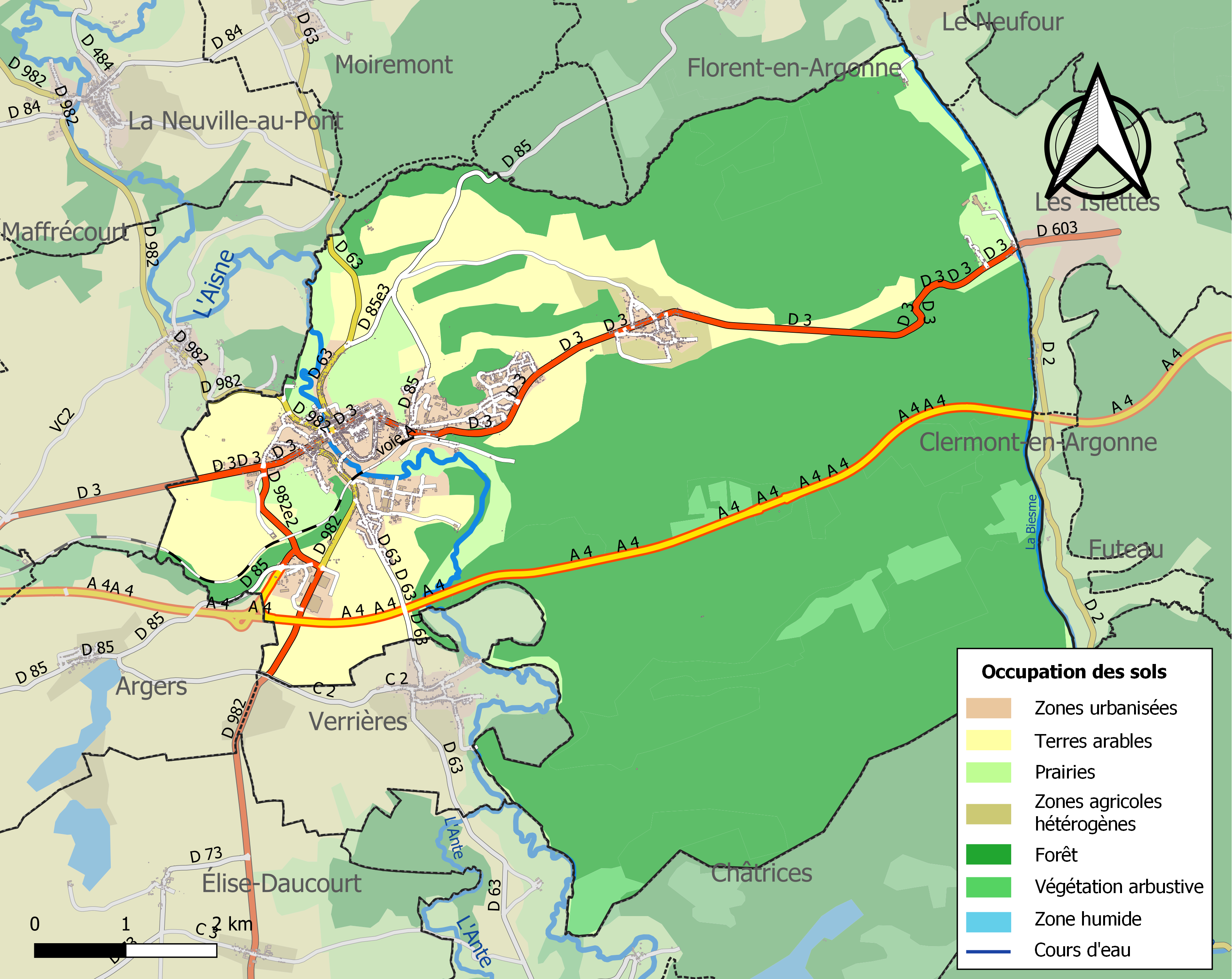
圣默努土地利用情况地图

圣默努是一个区域性的中心城市。INSEE于2020年将圣默努划入香槟沙隆就业区（Zone d'emploi de Châlons-en-Champagne），并又于2022年将其划入圣默努生活区（Bassin de vie de Sainte-Menehould）。截至2022年底，圣默努市镇范围内共有活跃企业214家，其中71.0%的员工总数在9人及以下；按照产业分类，当地一、二、三产业占比分别为1.9%、17.3%和80.9%。（塑料制品制造）、（资金管理）及（农具销售）是当地2022年已公布营业额最高的三个企业，分别为172,212,278欧元、75,954,429欧元和49,660,502欧元。

## 财政与居民收入
2023年，圣默努的财政收入总额为5,422,380欧元，财政支出总额为4,763,720欧元，当年的债务总额为2,599,610欧元。 2023年，圣默努市镇通过增值税获得73,370欧元的收入，此外当地还共获得了291,310欧元的国家直接财政补助。
2020年，圣默努的财政收入总额为4,922,860欧元，财政支出总额为4,337,610欧元，当年的债务总额为3,927,610欧元。2021年，圣默努共获得652,186欧元的国家财政补助，比上一年增加了0.45%。
| 聖默努居民收入情况                               | 聖默努居民收入情况  | 聖默努居民收入情况  | 聖默努居民收入情况  |
| 内容                                             | 聖默努              | 马恩省              | 法國                |
| ------------------------------------------------ | ------------------- | ------------------- | ------------------- |
| 居民平均时薪                                     | 13.3欧元（2022年）  | 15.7欧元（2022年）  | 17欧元（2022年）    |
| 高级职员人均时薪                                 | 24.9欧元（2022年）  | 26.6欧元（2022年）  | 29.1欧元（2022年）  |
| 中级职员人均时薪                                 | 15.7欧元（2022年）  | 16.8欧元（2022年）  | 16.6欧元（2022年）  |
| 普通职员人均时薪                                 | 11.1欧元（2022年）  | 11.9欧元（2022年）  | 12.1欧元（2022年）  |
| 工人人均时薪                                     | 11.2欧元（2022年）  | 13欧元（2022年）    | 12.5欧元（2022年）  |
| 贫困率                                           | 17%（2021年）       | 15%（2021年）       | 14.5%（2021年）     |
| 青壮年（15至64岁）失业率                         | 12.4%（2021年）     | 12.1%（2021年）     | 10.4%（2021年）     |
| 家庭总数                                         | 1,929（2022年）     | 394（2022年）       | 1,160（2022年）     |
| 征税家庭数量占比                                 | 33.9%（2023年）     | 53.1%（2022年）     | 44.8%（2022年）     |
| 家庭年均纳税                                     | 2,376欧元（2023年） | 3,617欧元（2022年） | 4,481欧元（2022年） |
| 资料来源：INSEE、L'Internaute、Le Journal du Net |                     |                     |                     |

## 社会事务

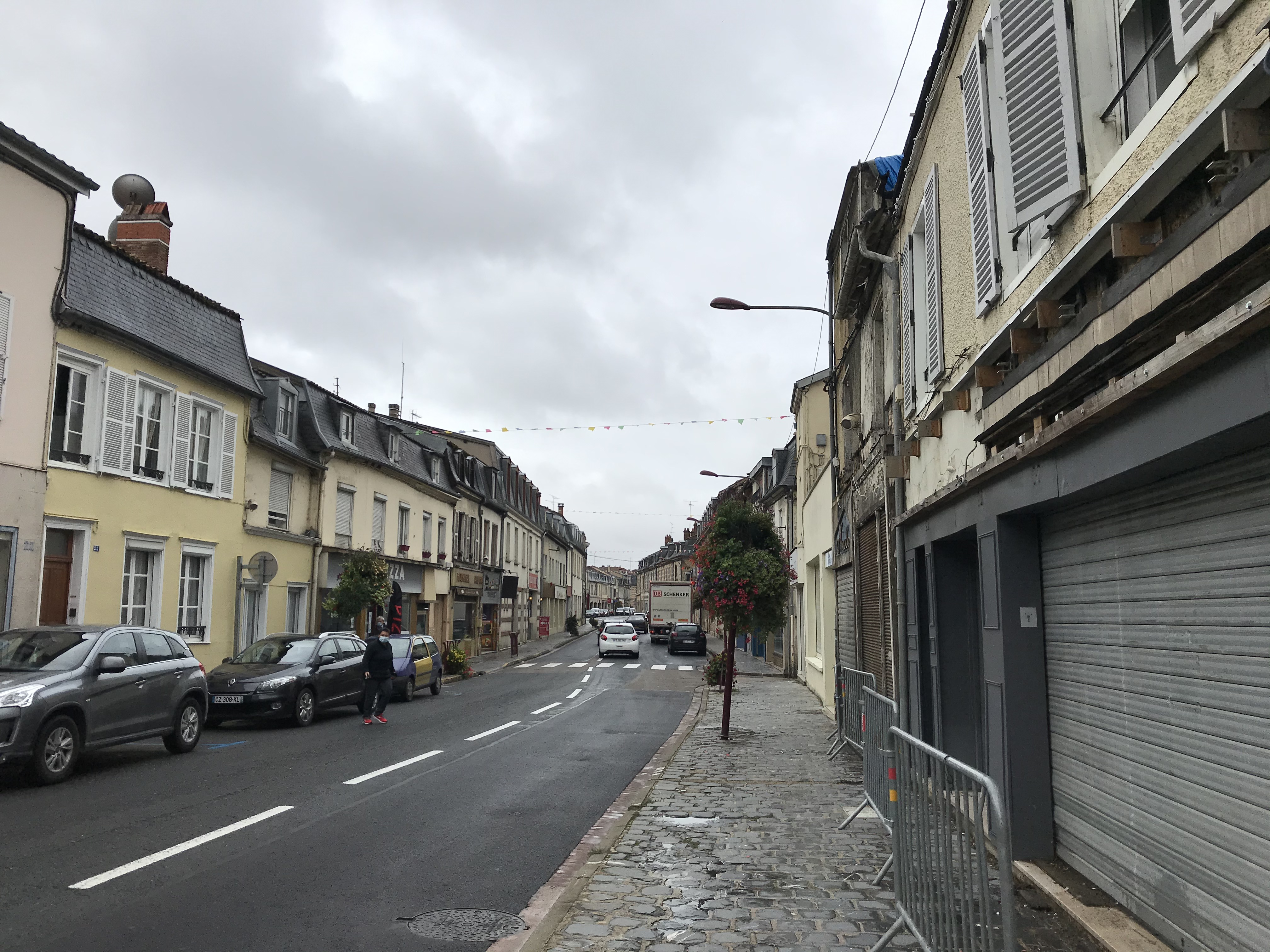
尚济街

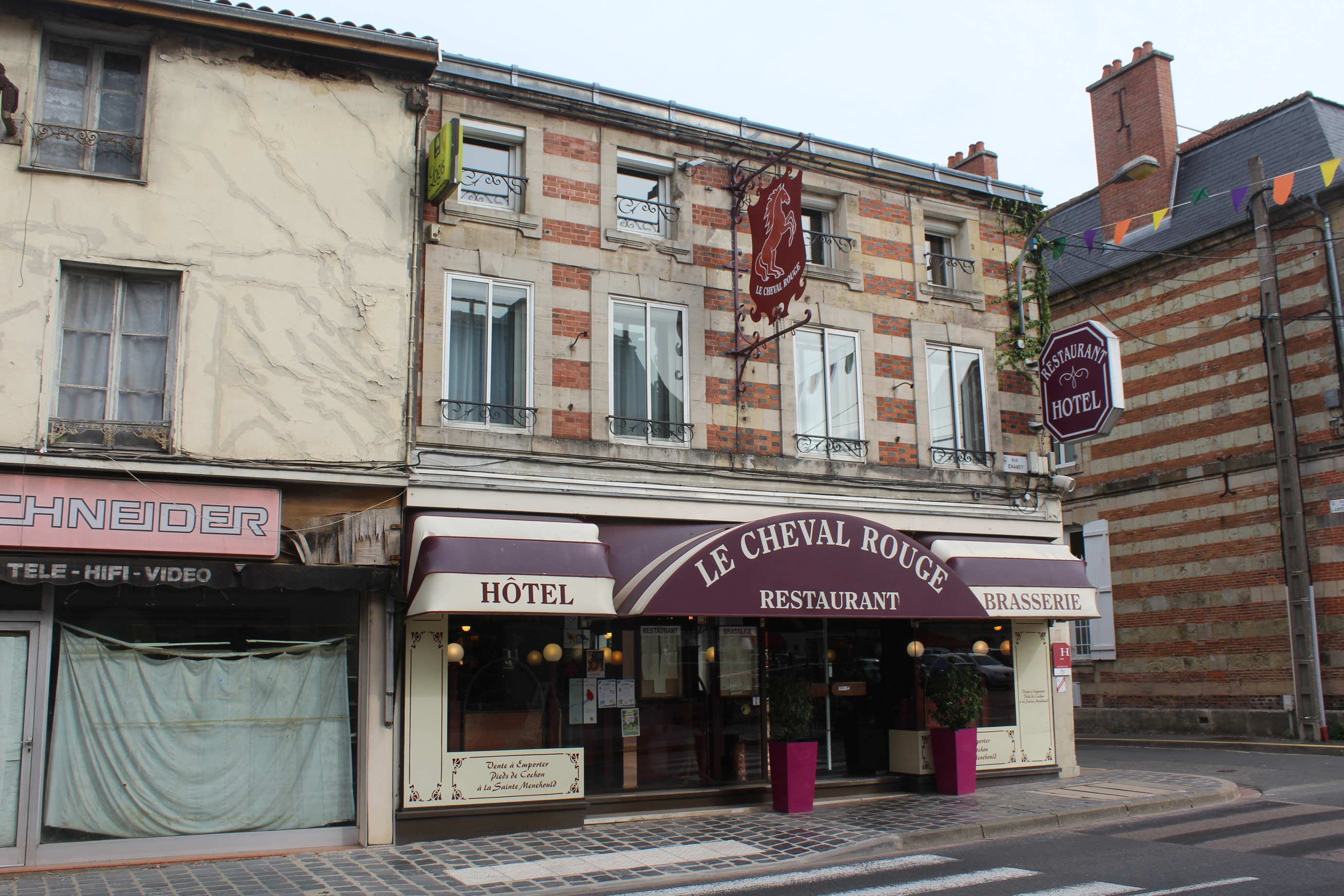
圣默努市中心的一家餐厅

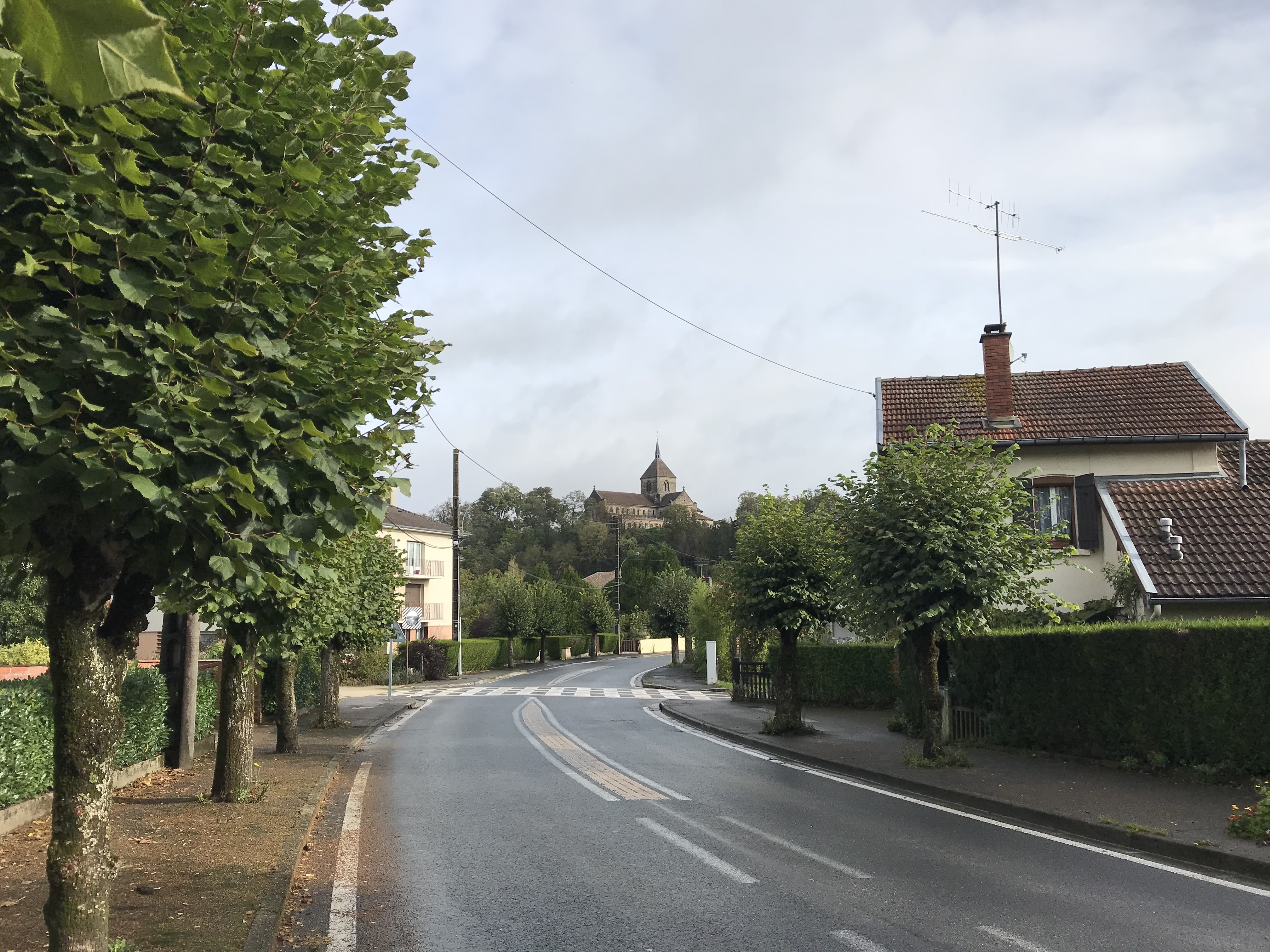
卡米耶·马尔盖娜街

### 教育
圣默努属于兰斯学区。截至2023年1月1日，圣默努境内共有1所幼儿园、3所小学和1所初级中学。2022至2023学年度，圣默努境内共有在校中等教育阶段学生456名。

### 医疗
截至2023年1月1日，圣默努境内共有全科医生7名、保健师5名、牙医3名、护士9名、眼科医生1名、皮肤科医生2名、助产士1名、妇科医生1名、药房4家、养老院2家、残疾人帮扶中心4家。
阿戈讷中心医院（Centre Hospitalier d'Argonne）是法国的一个区域性医疗机构，其主病区位于圣默努市区东部，设有床位269个，是当地规模最大的公立综合性医院。

### 住房
2021年，圣默努境内共有各类住房2,449套，其中62.1%为独立式住宅，37.5%为集中式住宅。常住房屋占圣默努市镇范围内居民建筑总量的81.1%。2023年，圣默努的居住税率为15.34%，不动产税率为31.13%（其中空置土地的不动产税率为18.65%）。
在住房保障政策方面，2023年，圣默努境内共有910户家庭获得了家庭津贴补助，受益人数占总人口数量的21.8%，其中500份为房租补助。

### 商业
2021年，圣默努境内共有各类实体商铺141家，其中餐厅18家、大型超市4家、杂货店3家、面包房7家、肉铺1家、书店1家、装饰品店1家、银行门店4家、美容美发店10家、汽车维修店18家。市区东部建有一家Super U综合购物商场。

### 体育
2023年，圣默努境内共有2家游泳池、1间体育馆、1座综合体育场、3处网球场、1处马术场、4处足球或橄榄球场以及4处篮球或排球场。
截至2025年2月，阿戈讷足球俱乐部（Argonne Football Club，编号554219）是圣默努境内唯一的注册足球俱乐部，2024至2025赛季参加马恩省足球联赛乙组（法国第十级别），其主场市政球场（Stade Municipal）位于市区西北部。

### 环境
圣默努的环境事务由其所属的香槟阿戈讷市镇公共社区负责。2021年，圣默努境内共有3家污染企业。

### 治安
2021年，圣默努市镇范围内有1处宪兵队。
2023年，圣默努市镇范围内累计记录各类案件149起，其中盗窃类案件39起，人身侵犯类案件49起，毒品交易类案件32起。

## 文化
2020年，圣默努境内有1家博物馆。圣默努市政府提供多媒体中心，每周二至六向公众开放。

### 建筑
截至2025年2月，圣默努境内共有5处建筑被列入法国国家文物保护单位，包括圣默努市政厅（Hôtel de ville）、城堡圣母教堂（Église Notre-Dame-du-Château de Sainte-Menehould）等。

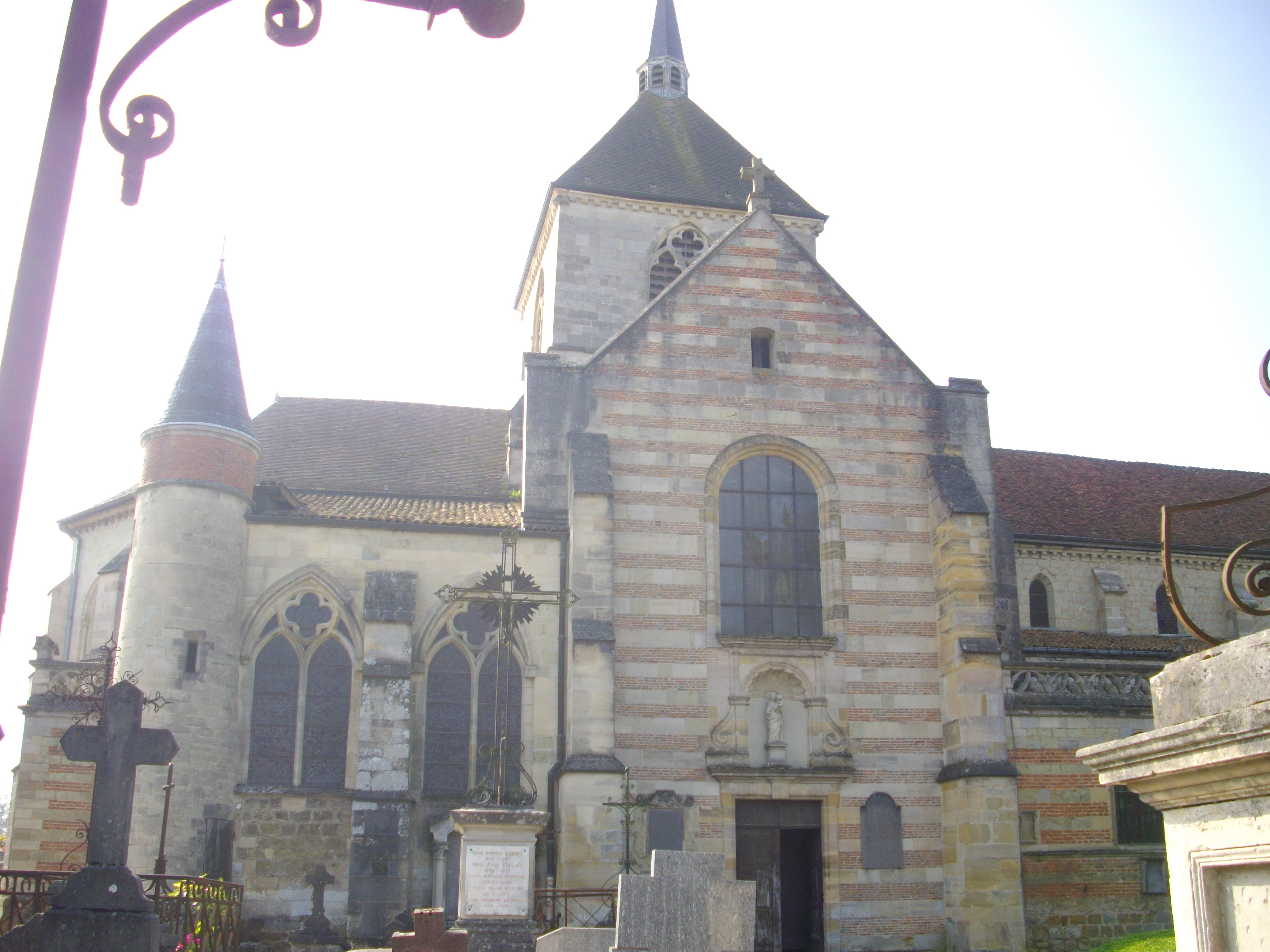
城堡圣母教堂
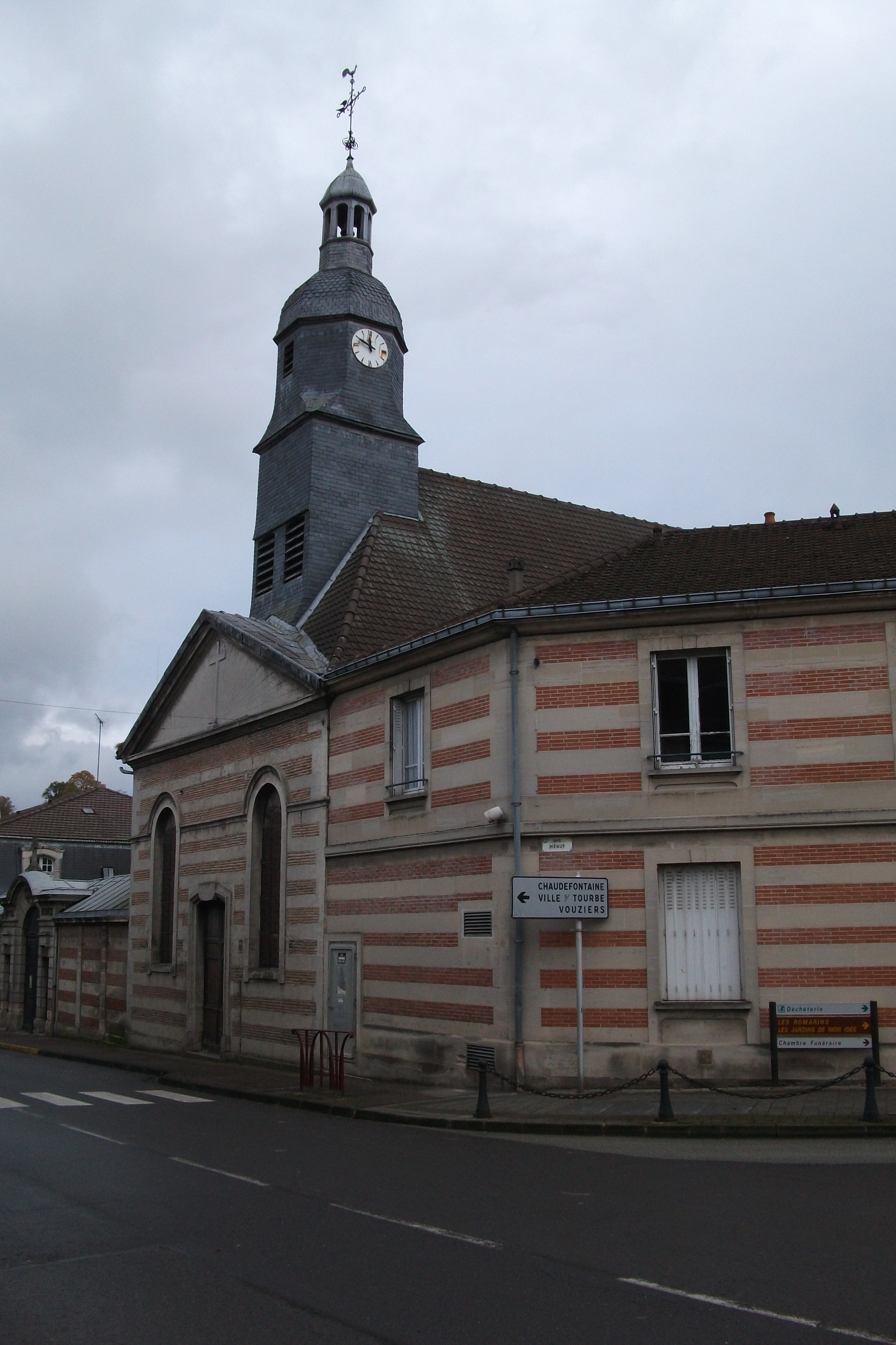
神学院
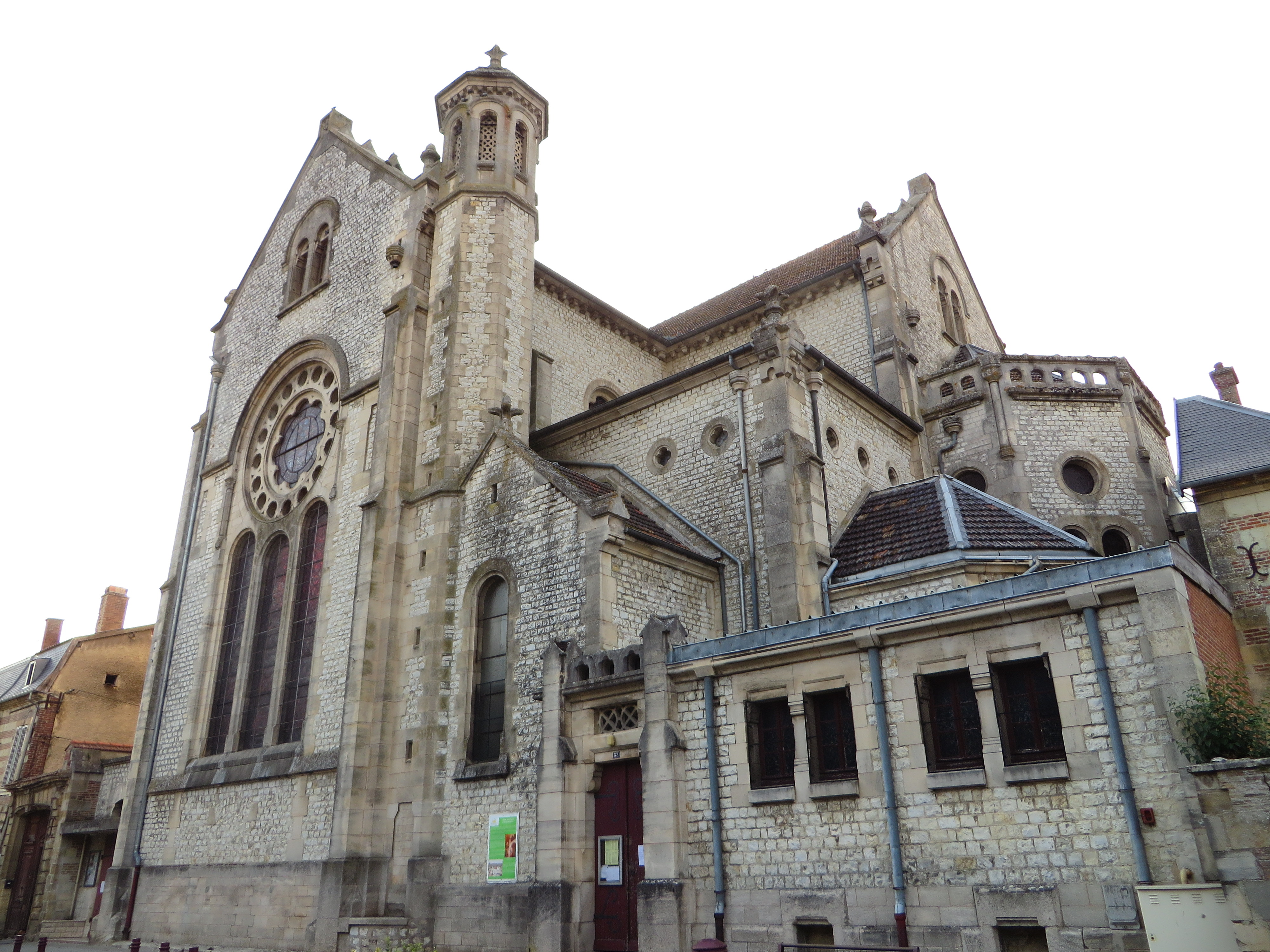
圣夏尔教堂
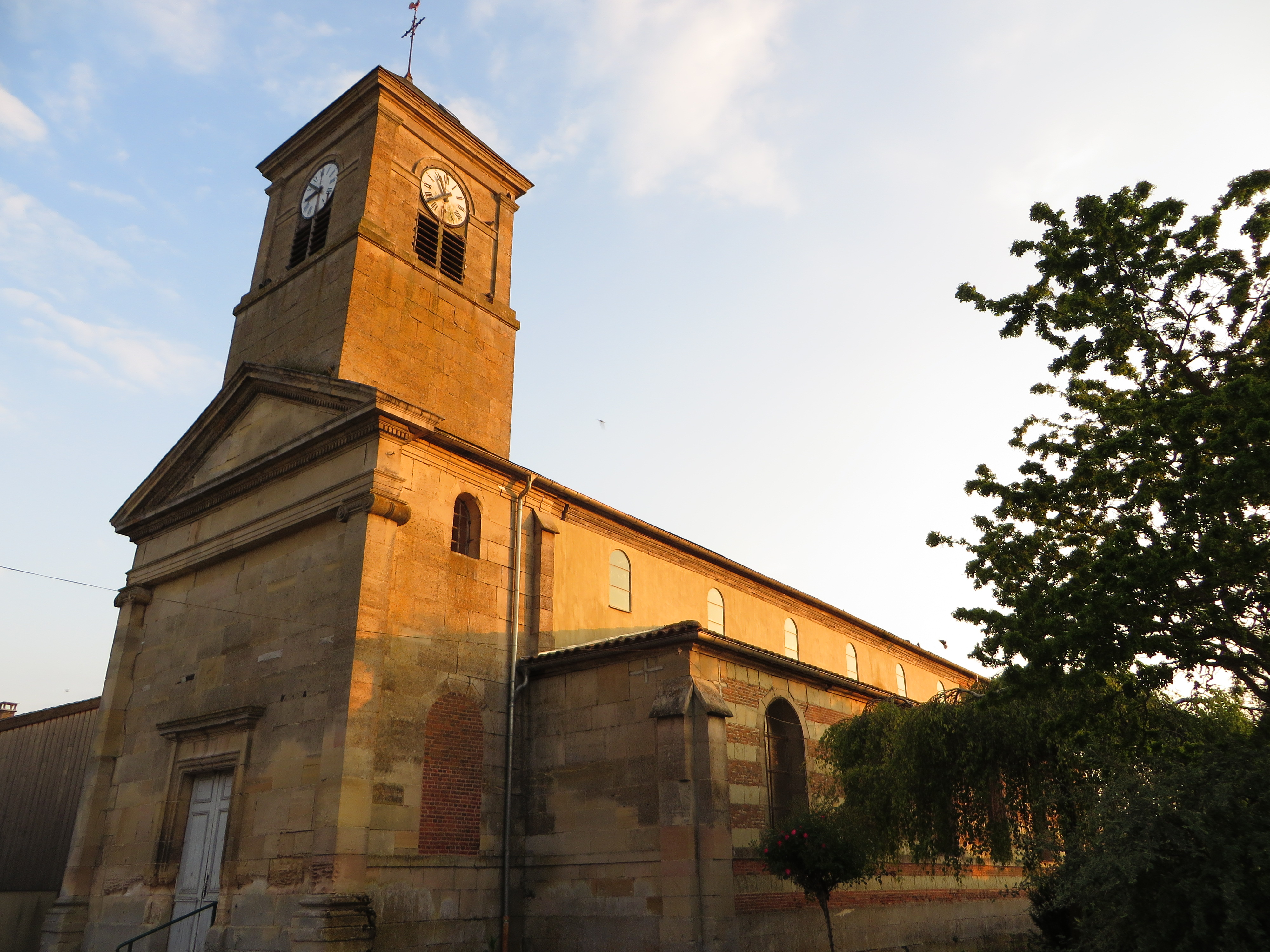
圣尼古拉小教堂
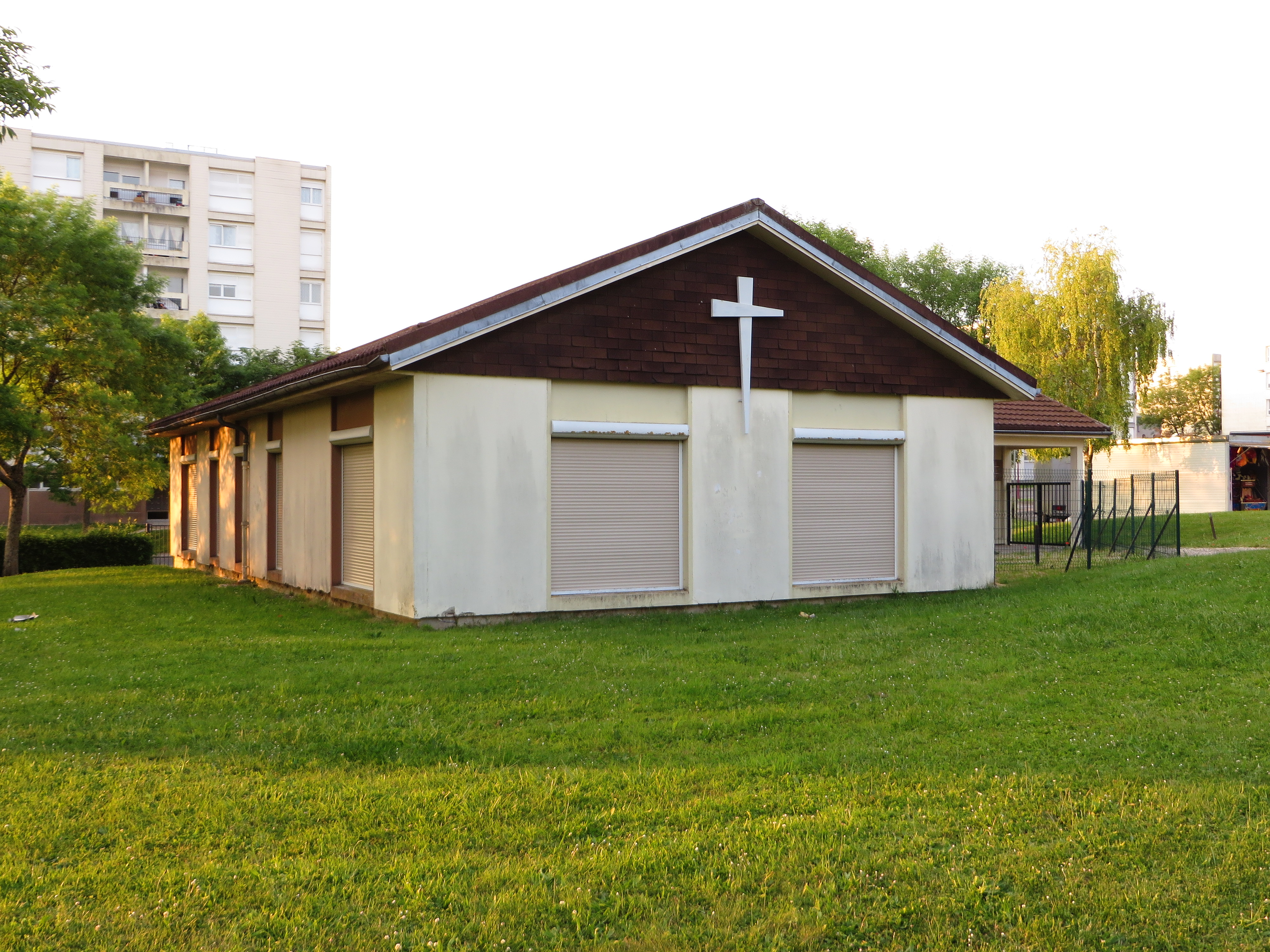
绿景小教堂
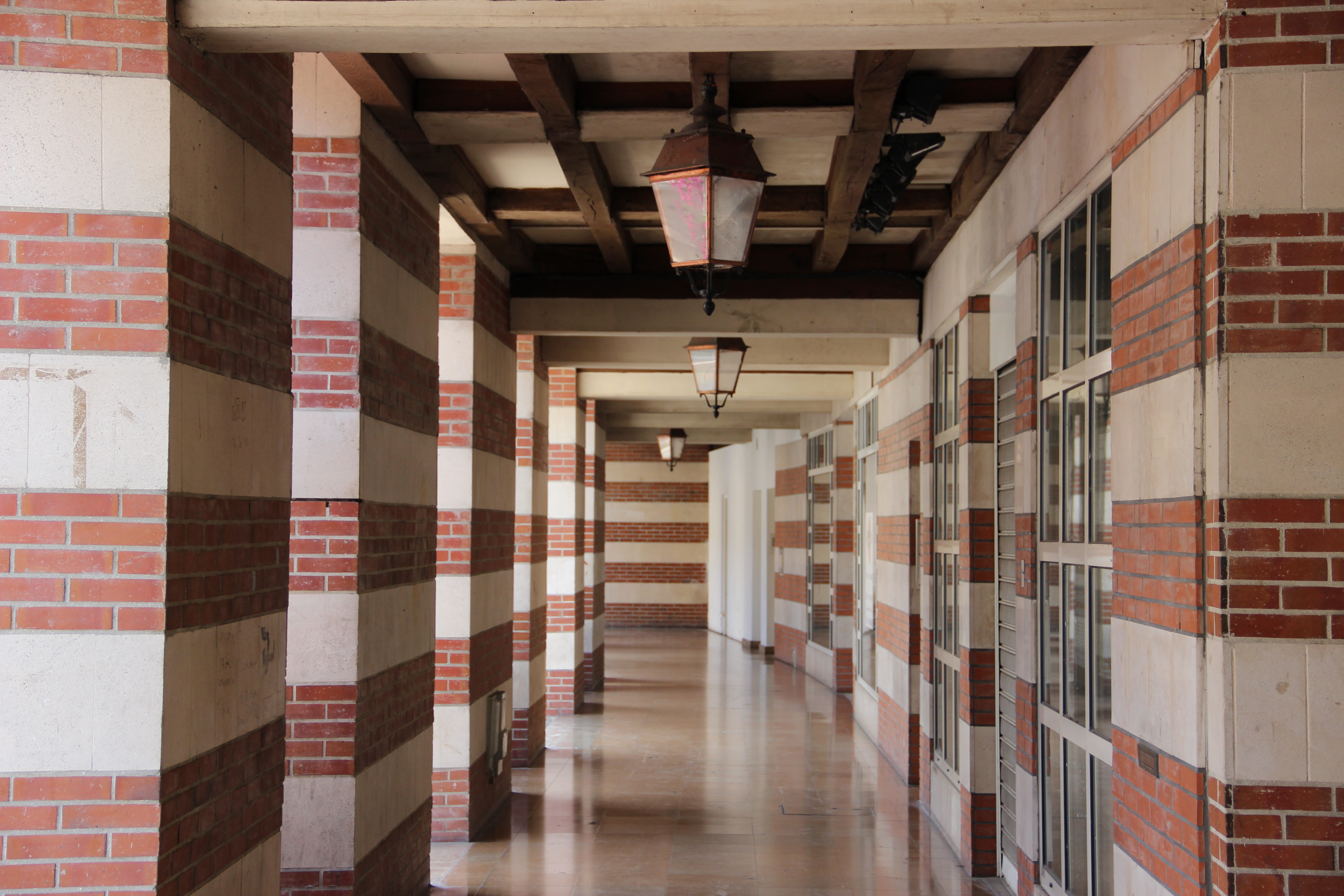
骑楼
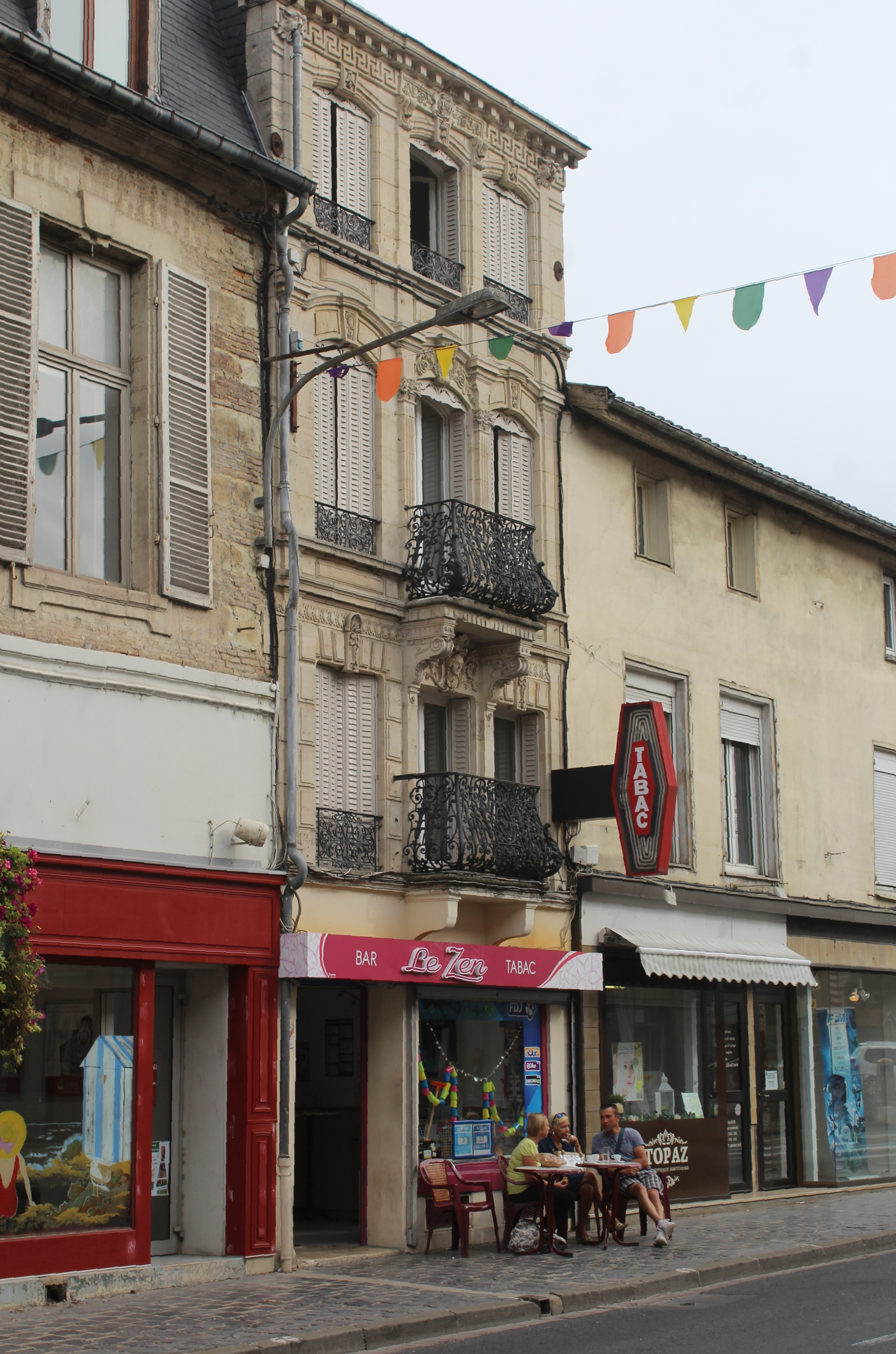
圣默努的一家酒吧

### 旅游

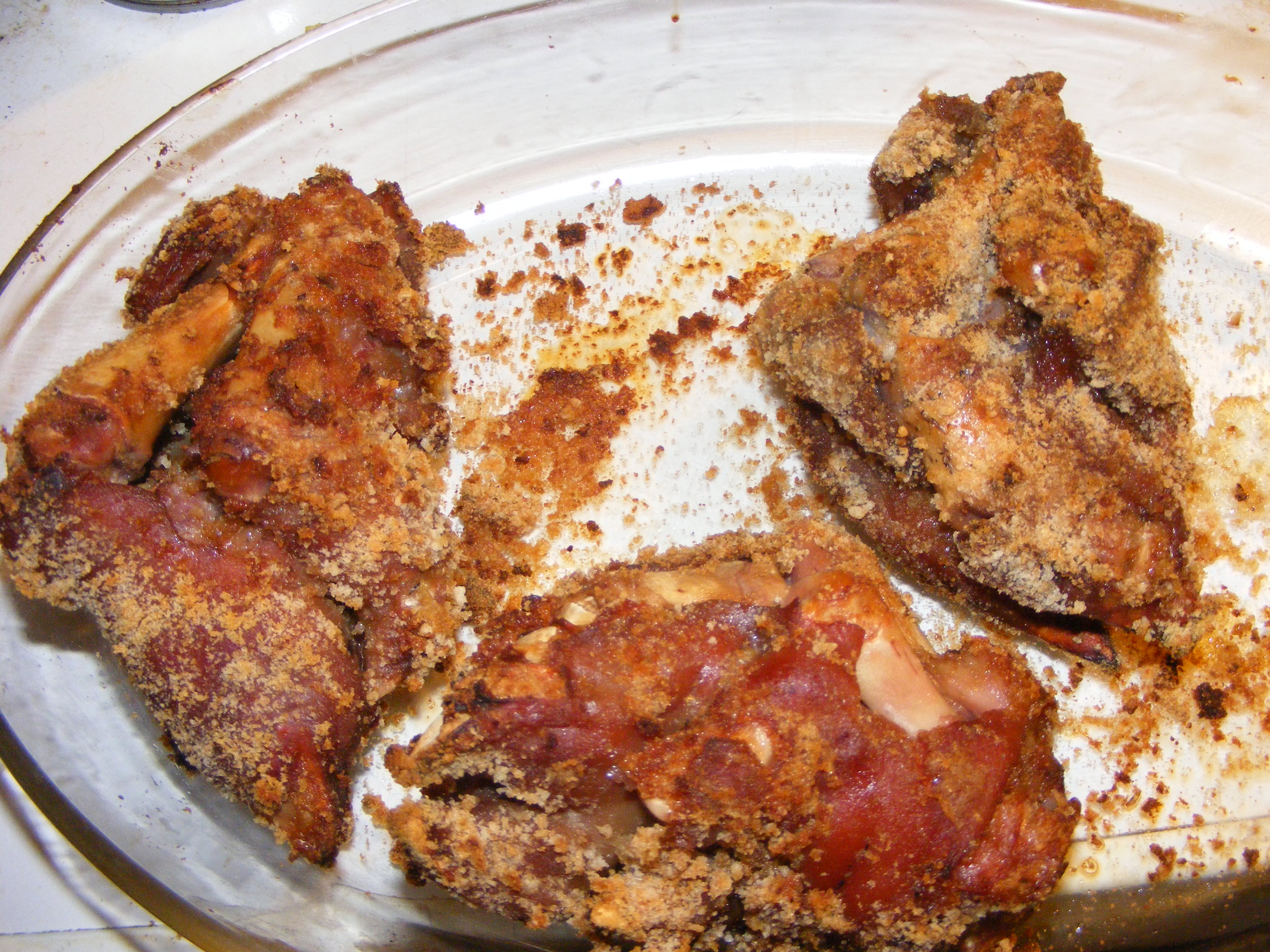
圣默努猪脚

圣默努的旅游事务由其所属的香槟阿戈讷市镇公共社区负责。2021年，圣默努境内共有1家酒店共计42间房间；另有1个露营地，可容纳共50辆露营车。

### 媒体
法国主要的媒体均可在圣默努接收，法国电视三台下属的大东部大区频道在部分时段播出圣默努所属区域的地方新闻。《联合报》、香槟广播、蓝色法兰西香槟-阿登广播等是当地主要的地方性媒体。

### 美食
圣默努猪脚是当地的一道特色美食，相传公元15世纪时当地因饥荒而缺少食材，圣默努一家肉铺的老板将原本废弃的猪脚经过加工烤制再度销售，后经改良成为一道地方名菜。

## 相关人物
香槟酒创始人多姆·佩里尼翁、政治家让-巴蒂斯特·科兰·德叙西、革命家让-巴蒂斯特·德鲁埃、社会学家米歇尔·克罗齐耶和记者菲利普·马纳夫尔出生于圣默努。

## 友好城市
截至2022年1月，圣默努共与两座城市互为友好城市关系：
- 德国 布鲁赫萨尔
- 苏格兰 库珀